# Tấn Beo
Phạm Tấn Danh (sinh ngày 13 tháng 1 năm 1965), thường được biết đến với nghệ danh Tấn Beo, là một nam diễn viên người Việt Nam. Ông là một diễn viên gạo cội của sân khấu phía Nam, với lối diễn chân chất, mộc mạc được khán giả dành nhiều tình cảm.
Khởi đầu sự nghiệp với sân khấu cải lương và tuồng cổ từ khi còn khá nhỏ, nhưng ông lại sớm bộc lộ năng khiếu diễn hài của mình. Năm 1990, ông chính thức chọn hài kịch làm bộ môn nghệ thuật chính và lần lượt tham gia một số nhóm hài như: "Mỹ Chi", nhóm hài "Kim Ngọc",... Ông để lại ấn tượng với khán giả bằng nhiều vở diễn như: Vì sao lên chùa, Tình Lương Sơn Bá, Rồng Vàng, Mơ làm ca sĩ, Năm Nổ về làng,...
Ông từng đoạt khá nhiều giải thưởng như: "Diễn viên hài xuất sắc nhất Gala cười 2003", "Danh hài được yêu thích nhất 2004", "Mai vàng 2003"... Ông và em ruột của mình - nghệ sĩ Tấn Bo là hai thành viên của nhóm hài "Tấn Beo - Tấn Bo". Năm 2009, nhóm đã phát hành album hài kịch ca nhạc đầu tiên mang tên Tình Lương Sơn Bá.

## Tiểu sử
Tấn Beo sinh ra và lớn lên trong một gia đình có truyền thống về nghệ thuật. Cha ông là nghệ sĩ vọng cổ Tấn Tài, người nổi tiếng một thời với biệt danh "hoàng đế đĩa nhựa". Mẹ là nghệ sĩ Như Ngọc, chuyên đóng vai đào lẳng nổi tiếng trên sân khấu trong thập niên 60. Em trai ông là nghệ sĩ hài Tấn Bo, hai anh em từng lập nhóm hài chung.
Gia đình của ông còn là bầu gánh hát Tân Thủ Đô nên ngay từ khi lên 9,  được cha cho theo gánh hát và có cơ hội làm quen với bộ môn nghệ thuật cải lương. Năm 1977, đoàn hát của gia đình ông được giao lại cho Sở Văn hóa thành phố quản lý. Ông theo cha mẹ tới đoàn cải lương Bến Tre, sau đó là đoàn Sông Hậu. 

## Sự nghiệp
Năm 1981, khi mới 16 tuổi, Tấn Beo được giao cho vai diễn đầu tiên trong đời, vai Tấn Lực trong vở tuồng Phạm Công Cúc Hoa. Vai diễn của ông là một cậu bé bất hạnh luôn bị mẹ ghẻ đánh đập, hành hạ nhưng lại thường được linh hồn của người mẹ ruột Cúc Hoa hiện về chăm sóc. Tuy được giao cho đóng vai bi kịch, vai kép mùi nhưng ông lại bị đánh giá là chỉ thích hợp với những vai hài, diễu trên sân khấu. Khi cha mẹ rời đoàn Sông Hậu, ông ở lại đoàn và theo học nghề diễn của nghệ sĩ hài Thanh Việt. Một thời gian sau ông chuyển sang đoàn Văn công An Giang rồi sau đó là đoàn Kim Thanh biểu diễn và trở thành diễn viên hài chính của cả hai đoàn này. Với đoàn Kim Thanh, ông được coi như là một cái tên để bán vé của đoàn trong suốt các chuyến lưu diễn ở miền Trung và vùng đồng bằng sông Cửu Long.
Năm 1992, sau hơn 10 năm đi diễn cùng các đoàn hát tại đồng bằng sông Cửu Long, ông trở về biểu diễn tại Thành phố Hồ Chí Minh. Ông gia nhập và trở thành diễn viên hài chính của đoàn Văn công Thành phố Hồ Chí Minh, cùng trong đoàn là những diễn viên đang rất được ái mộ như Diệp Lang, Minh Vương, Lệ Thủy, Hoài Thanh. Thời gian này ông để lại ấn tượng với khán giả bằng vai "Siêng" trong vở tuồng Bàn thờ tổ, vở Truyền thuyết tình yêu, Một chuyện tình buồn cùng một số vở thuộc thể loại tuồng cổ, tuồng Tàu. Tuy nhiên, một thời gian sau đoàn hát này không còn tiếp tục hoạt động.
Năm 1996, cải lương không còn ở thời kỳ đỉnh cao, ông và Tấn Bo cùng nữ diễn viên hài Mỹ Chi đã thành lập một nhóm hài mang tên "Mỹ Chi", với những tiểu phẩm thành công như Cái bang thời đại, Mơ làm ca sĩ,... nhóm được khá nhiều khán giả cả trong và ngoài nước yêu thích và được mệnh danh là "Tam kiếm hợp bích". Sau nhóm "Mỹ Chi", ông còn gia nhập nhóm hài Kim Ngọc và Sân khấu Kịch Sài Gòn. Năm 1998, ông cùng Tấn Bo lập thành một nhóm hài riêng mang tên "Tấn Beo - Tấn Bo".
Năm 2003, chương trình Gala Cười do Đài truyền hình Việt Nam thực hiện lần đầu tiên được ra mắt công chúng. Trong những số đầu tiên được thực hiện tại khu vực phía Nam, ông và Tấn Bo đã góp mặt bằng tiểu phẩm hài Vì sao lên chùa. Vở diễn nói về một người thanh niên tên Tèo (Tấn Beo) vì mê cờ bạc mà phải lên chùa bán nhang để kiếm sống đồng thời cũng là để tránh mặt người thân. Tuy nhiên, nhờ người bạn thân (Tấn Bo) khuyên giải, người kia cũng nhận ra được giá trị của gia đình và bạn bè và cuối cùng chấp nhận làm lại từ đầu. Trong lễ trao giải Gala cười 2003, ông đã đoạt "Giải diễn viên, nhóm hài xuất sắc nhất" với tiểu phẩm Vì sao lên chùa. Sau đó, cũng với vở diễn này, ông đã giành giải "Nam diễn viên hài xuất sắc nhất" trong lễ trao giải Mai Vàng lần thứ 9.
Năm 2004, trong cuộc thi Nụ cười vàng, nhóm hài Tấn Beo - Tấn Bo đã đoạt danh hiệu là một trong 10 nhóm hài được yêu thích nhất. Đây là cuộc thi do Sở Văn hóa - Thông tin Thành phố Hồ Chí Minh, Hội Sân khấu và Báo Sân khấu Thành phố Hồ Chí Minh tổ chức để tìm những gương mặt hài và nhóm hài thành công nhất. Tham dự cuộc thi còn có các diễn viên hài tên tuổi như Hồng Vân, Hoài Linh, Bảo Chung, Thúy Nga,... Ngày 1 tháng 1 năm 2009, nhóm hài Tấn Beo - Tấn Bo cho ra mắt album hài kịch ca nhạc đầu tiên mang tên "Tình Lương Sơn Bá". Sau nhiều năm biểu diễn, album được chia làm hai phần bao gồm các tiểu phẩm ăn khách của nhóm và một số bài hát do Tấn Beo trình bày.
Ngoài lĩnh vực sân khấu, Tấn Beo còn tham gia vào một số bộ phim điện ảnh lẫn truyền hình như vai Tấn trong phim Khi đàn ông có bầu, vai Đông Tà trong phim Võ lâm truyền kỳ, vai Hùng sửa xe trong phim truyền hình Mùi ngò gai,...
Năm 2010 tại lễ trao giải HTV Awards lần thứ 4, với hơn 10.000 phiếu bình chọn từ khán giả, ông đã giành được giải "Nam diễn viên phụ phim truyền hình xuất sắc nhất" với vai anh người ở tên Quân trong bộ phim Tình án. Tháng 7 năm 2010, ông lần đầu tiên được giao đảm nhiệm một vai chính trong bộ phim truyền hình dài 30 tập mang tên 30 ngày làm cha, phim do hãng phim tư nhân Lasta và đạo diễn Nguyễn Dương - người từng thành công với bộ phim Cổng mặt trời hợp tác sản xuất.
Năm 2015, ông cho ra mắt bộ phim Thám tử Hên Ry do ông làm đạo diễn kiêm diễn viên chính. Bộ phim được ra rạp ngay trong dịp Tết Nguyên Đán 2015 được nhận xét là "Món lẩu vừa miệng" nhận được nhiều lời khen.

## Nghệ danh
Nghệ danh Tấn Beo được giải thích là khi sinh ông bị nhẹ ký, hay đau ốm và khó nuôi nên gia đình gọi là "Beo" với mong ước ông sẽ mạnh mẽ như con beo. Tuy nhiên cũng có thông tin cho rằng nghệ danh này là do cha ông và danh hài Thanh Việt đặt theo điệu cười của Tấn Beo.

## Danh sách hài kịch

### DVD/CD/Album
Tiêu biểu:
- Tình Lương Sơn Bá
- Đón xuân vui vẻ
- Mơ làm ca sĩ
- Cái máy nói
- Gái miệt vườn
- Năm Nổ về làng
- Vì sao lên chùa
- Cười với Tấn Beo 1, 2, 3, 4, 5
- Nụ cười Tấn Beo 1, 2, 3, 4, 5
- Tấn Beo về làng
- Đốc tờ Beo
- Mr Beo hành động
- The best of Tấn Beo
- Thử thời vận - Câu chuyện tình yêu
- Cưới vợ cho thằng Beo
- MV Đạo làm con (CD)
- Và nhiều DVD/CD/Album khác

### Hài kịch
Tiêu biểu:
- Vì sao lên chùa / Lên chùa bán nhang: vai Tèo
- Rồng vàng: vai anh chàng MC
- Mơ làm ca sĩ: vai anh chàng người Tây Nguyên
- Năm Nổ về làng: vai Năm Nổ
- Cái bang thời đại: vai anh chàng ăn mày
- Tình Lương Sơn Bá: vai Lương Sơn Bá
- MC tranh tài: vai Trần Lẻo Lự
- Thạch Sanh Lý Thông: vai Thạch Sanh
- Chuyện tình nàng Thy: vai Phù Sai
- Tứ đại mỹ nhân: vai đạo diễn phim
- Thám tử nhà quê: vai thám tử "không không thấy"
- Trộm bắt trộm: vai Út Cò
- Nhặt của rơi: vai anh chàng lừa đảo
- Hoa hậu hành tinh: vai Ngọc Hoàng
- Kiếm tiền ăn Tết chơi: vai Tủn
- Ngủm vì cướp tiệm vàng: vai anh chàng hàng xóm
- Sui gia đại chiến: vai Đoàn
- Chuyện Trạng: vai thái giám
- Hổ beo tranh hùng: vai ông Beo
- Gác kiếm: vai đại ca
- Bảo vệ 24/24: vai anh chàng bảo vệ
- Em nói anh đừng la: vai Beo
- Kinh hoàng nhà trọ: vai anh chàng thuê phòng
- Bảo vệ tiểu thư: vai bảo vệ
- Điệp ơi đừng bỏ Lan: vai Điệp
- Hoa hậu vũ trụ
- Vợ người ta
- Mình của tui đâu
- Tình cha
- Cô hàng xóm
- Mừng tuổi đầu xuân
- Tìm vợ
- Ai là triệu phú
- Lên chùa phóng sanh
- Cuộc thi đờ doi cút
- Năm Nổ gặp Sáu Lựu Đạn
- Kiếm tiền ăn chơi tết
- Đi tu
- Gái miệt vườn
- Đầu xuân chúc nhau
- Chơi đố vui
- Cười muốn xỉu
- Men rượu đầu xuân
- Bắt ghen di động
- Út khờ đi hỏi vợ
- Xóm lá
- Quá khôn dồn dại
- Trúng số
- Sau những lần nói dối
- Không chịu đâu
- Thánh nổ là đây
- Hết biết
- Khôn hay dại
- Chuyện chàng ở rể
- Tư xỉn xông nhà
- Tìm kiếm tài năng
- Tìm vợ
- Gác kiếm
- Đứa con rể cà chớn
- Ai ngu hơn ai
- Quỹ đen
- Beo Hổ tranh hùng
- Talk chồng thời hiện đại
- Chạy theo trào lưu
- Tờ vé số 10tr đồng
- Cô dâu đại náo - Đám cưới tụi mình: hài DVD (của Danh hài Thuý Nga)
- Và nhiều vở tiêu biểu khác

### Kịch nói
Tiêu biểu:
- Bảnh Hữu Lợi
- Chia đôi
- Bàn thờ tổ
- Đôi mắt của biển
- Dương Thái Chân
- Đam mê và quyền lực
- Truyền thuyết tình yêu
- Đố vui có thưởng
- Thử thời vận
- Câu chuyện tình yêu
- Tình chị duyên em
- Và nhiều vở tiêu biểu khác

## Danh sách phim
| Năm  | Tựa Phim                            | Vai diễn             | Kênh / Định dạng |
| ---- | ----------------------------------- | -------------------- | ---------------- |
| 2005 | Khi đàn ông có bầu                  | Tấn                  | Phim điện ảnh    |
| 2005 | Áo gió bụi hồng                     | Mạnh                 | SCTV1            |
| 2006 | Mùi ngò gai                         | Hùng                 | HTV9             |
| 2007 | Võ lâm truyền kỳ                    | Đông / Đông Tà       | Phim điện ảnh    |
| 2008 | Bốn thí nghiệm đêm tâm hồn          | Đạo                  | Phim ngắn        |
| 2009 | Tình án                             | Quân                 | HTV9             |
| 2010 | Nhật ký bạch tuyết                  | Chú Lùn Quay phim    | Phim điện ảnh    |
| 2010 | Công chúa teen và ngũ hổ tướng      | Mộc                  | Phim điện ảnh    |
| 2010 | Định mệnh                           | Thành Nhân           | HTV7             |
| 2010 | Tây Sơn hào kiệt                    | công tử Bàng Quang   | Phim điện ảnh    |
| 2010 | 30 ngày làm cha                     | Hoàng Bách           | Let's Viet       |
| 2011 | Mùi hoa dại                         | Lúa                  | ĐN1              |
| 2011 | Thiên sứ 99                         | thiên thần           | Phim điện ảnh    |
| 2012 | Giấc mộng giàu sang                 | Chin Chin            | Phim điện ảnh    |
| 2012 | Tết ơi! Xuân à!                     | Địa                  | HTV2             |
| 2012 | Hello cô Ba                         | Châu Lợi Nhuận       | Phim điện ảnh    |
| 2012 | Cưới ngay kẻo lỡ                    | cậu Ba               | Phim điện ảnh    |
| 2012 | Nàng men chàng bóng                 | tía của Út Chót      | Phim điện ảnh    |
| 2012 | Khoảnh khắc tình cờ                 | Lân                  | VTV9             |
| 2013 | Nhà có 5 nàng tiên                  | Hùng                 | Phim điện ảnh    |
| 2013 | Bay vào cõi mộng                    | Tiến "sộp"           | Phim điện ảnh    |
| 2014 | Hai Lúa                             | Tư Tiền              | Phim điện ảnh    |
| 2014 | Yêu không dễ                        | Tiểu Tài             | SCTV14           |
| 2014 | Khung trời mơ ước                   | Bảy                  | HTV9             |
| 2015 | Thám tử Hênry (do Tấn Beo đạo diễn) | Thám tử Hênry        | Phim điện ảnh    |
| 2015 | Hy sinh đời trai                    | Linh                 | Phim điện ảnh    |
| 2015 | Quy tử bất đắc dỹ                   | Mẹo                  | Phim điện ảnh    |
| 2015 | Cầu vồng sau mưa                    | Trầm                 | Phim truyền hình |
| 2016 | Tía tui là cao thủ                  | Ông Bá               | Phim điện ảnh    |
| 2016 | Mặt nạ máu                          | Cu Lì                | Phim điện ảnh    |
| 2017 | Bí mật của người khác               | Ông Tiến             | Phim truyền hình |
| 2017 | Con xin hẹn xuân sau                | Ông chủ nhà khó tính | Phim ngắn        |
| 2018 | Đích tôn độc đắc                    | Ngọc Đường           | Phim điện ảnh    |
| 2022 | Tình thắm duyên xuân                | Ông Hai Tráng        | THVL1            |
| 2023 | Trùm Nổ                             | Tấn                  | Phim chiếu mạng  |

- Và nhiều bộ  phim khác

## Danh sách tuồng cải lương
Tiêu biểu:
- Phạm Công Cúc Hoa - vai Tấn Lực
- Đam mê và quyền lực - vai Đặng Mậu Lân
- Bàn thờ tổ
- Tình Lương Sơn Bá
- Tựa tuồng ca cổ cải lương
- Võ đông sơ
- Tâm tình cùng anh bán chiếu
- Truyền thuyết tình yêu
- Nhớ quê
- Khi rừng thu thay lá
- Oan tình ai thấu
- Cưới vợ cho thằng Beo
- Nội tôi
- Kẻ chợ người quê
- Dương Thái Chân
- Một chuyện tình buồn
- Trả nợ Mạnh Thường Quân: vai Mặc Tao
- Và nhiều vở tiêu biểu khác

## Liveshow
- Liveshow Tấn Beo: Đốc Tờ Beo
- Liveshow Tấn Beo: Mr Beo hành động
- Liveshow Tấn Beo: The best of Tấn Beo

## Giải thưởng
Tiêu biểu:
Gala Cười 2003:
- Diễn viên hài xuất sắc nhất Gala cười
- Nhóm hài xuất sắc nhất – của Tấn Beo

Nụ cười vàng 2004:
- Top 10 nhóm hài được yêu thích nhất

Giải Mai Vàng:
- Nam diễn viên hài xuất sắc nhất (2003)
- Danh hài được yêu thích nhất (2004)

HTV Awards:
- Nam diễn viên phụ phim truyền hình xuất sắc nhất (2010)

## Chương trình truyền hình
Tiêu biểu:
- Gala cười (2003) - Diễn viên
- Tam sao thất bản (2008) - Người chơi
- Chung Sức (2010) - Người chơi
- Chiếc nón kỳ diệu (2012) - Người chơi
- Tài tiếu tuyệt (2011-2014) - Diễn viên
- Kỳ án Đông Tây kim cổ (2013, 2014) - Diễn viên
- Vitamin cười (2014) - Diễn viên
- The Winner Is! Tôi là người chiến thắng! (2014, 2015) - Giám khảo
- Cùng nhau tỏa sáng (2014, 2016) - Giám khảo
- Hội ngộ danh hài (2015 - 2017) - Diễn viên, MC
- Ca sĩ giấu mặt (2017) - Giám khảo
- Cười xuyên Việt (2016, 2017) - Giám khảo
- Người nghệ sĩ đa tài (2016, 2017) - Giám khảo
- Người bí ẩn (2015, 2017) - Giám khảo
- Trời sinh một cặp (2017) - Giám khảo
- Đêm tiệc cùng sao (2018) - Diễn viên
- Chuông vàng vọng cổ (2019) - Giám khảo
- Thiên đường ẩm thực (2020) - Khách mời
- Chuông vàng vọng cổ (2018, 2020) - MC
- Lạ lắm à nha (2021) - Ca sĩ
- Thách thức danh hài (2021) - Giám khảo vòng casting
- Ký ức vui vẻ (2019, 2022) - Giám khảo
- Và nhiều chương trình khác

## Nhận xét
- Nghệ sĩ ưu tú Trần Ngọc Giàu:

"Tấn Beo là một diễn viên biết cách chắt chiu tiếng cười có ý nghĩa, đem lại cho sân khấu kịch những mảng miếng mang giá trị giáo dục sâu sắc. Tấn Beo không dừng lại ở việc ăn sẵn cái duyên hài đã có mà biết khai thác để tạo nét riêng. Bằng chứng các vai diễn của Tấn Beo luôn làm sân khấu sôi động lên, dẫu đó chỉ là một đoạn lắng đọng và một động tác nhỏ".
- Việt Hương:

"Có thể nói Tấn Beo là nghệ sĩ hài có cách diễn tỉnh không ai qua bằng. Anh ấy còn có gương mặt trẻ mãi không già, đã vậy còn hát rất hay". 